# Zillis-Reischen
Zillis-Reischen é uma comuna da Suíça, no Cantão Grisões, com cerca de 376 habitantes. Estende-se por uma área de 24,46 km², de densidade populacional de 15 hab/km². Confina com as seguintes comunas: Donat, Lohn, Mutten, Pignia, Rongellen, Salouf, Sils im Domleschg, Stierva.
A língua oficial nesta comuna é o Alemão.